# Nou Camp Municipal de Santa Coloma
Nou Camp Municipal es un estadio en Santa Coloma de Gramanet que fue fundado en 1994, con capacidad para 5000 personas. Dimensiones 105x65 metros. Situado en Can Peixauet.
Acogía los partidos de la Unión Deportiva Atlético Gramenet hasta el fin de la temporada 2014 donde a partir de esa fecha gestiona el campo la Fundació Esportiva Grama.
Situado a orillas del Río Besós, donde antes se encontraban los campos de la U.D. Obreros, fusionada con la U.D.A. Gramenet en el año 1995 y el C.D. Arrabal. El primer partido oficial en el nuevo estadio fue ante el Premià y el autor del primer gol fue obra de Campuzano.
- Datos: Q3878968